# 부랑아

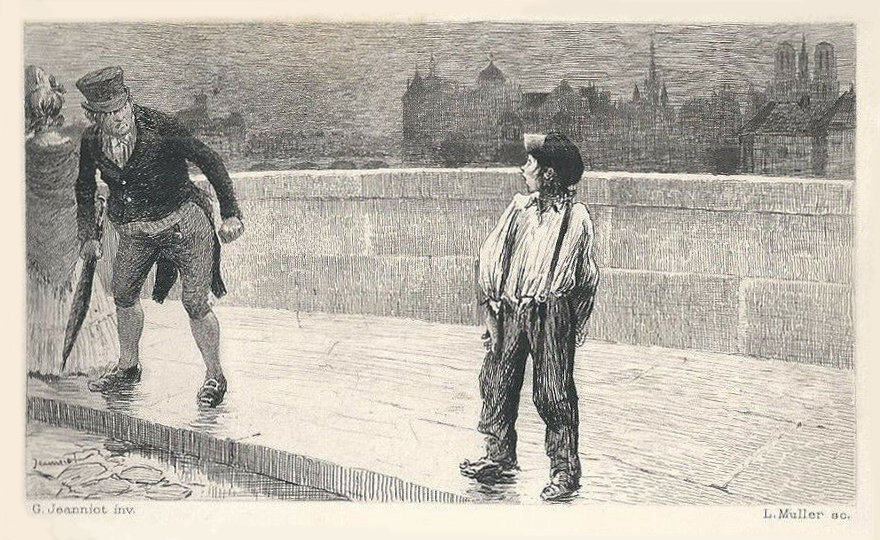
빅토르 위고의 역사물 레 미제라블의 가공 인물 가브로슈는 19세기 프랑스에 조내했던 부랑아로 묘사된다.

부랑아 또는 스트리트 칠드런(street children)은 도시, 마을의 거리에서 생활하는 가난하거나 노숙인에 속하는 어린이이다. 부랑아의 정의에 대해서는 논란의 여지가 있지만, 많은 실천가와 정책 입안자들은 유니세프의 18세 미만 소년 소녀이자 부적절하게 보호되거나 감독되는 사람 개념을 사용하며, "거리"(사람이 살지 않는 주거지 및 황무지 포함)가 집이자 생계 수단이 된다. 부랑 소녀들은 가미네(gamines)라고 불리며, 이는 콜롬비아에서 성별을 따지지 않고 부랑아들에게도 사용되는 용어이다.
특히 선진국의 일부 부랑아는 강제로 집을 떠나야 하는 아동으로 구성된 버림받은 아동이라는 하위 범주에 속한다. 버림받은 아이들은 한부모 가정에서 나올 가능성이 더 높다. 부랑아들은 지역 기업이나 경찰이 고용한 "청소부대"에 의해 학대, 방치, 착취를 당하거나 극단적인 경우 살해당하는 경우가 많다.

## 같이 보기
- 호보
- 인권
- 소득 분배
- 국내실향민
- 고아
- 난민
- 난민 수용소
- 난민 위기
- 수프 키친
- 주거권